# Campeonato Asiático de Atletismo em Pista Coberta de 2018
A 8ª edição do Campeonato Asiático de Atletismo em Pista Coberta foi o evento esportivo organizado pela Associação Asiática de Atletismo (AAA) no Complexo Aftab Enghelab, em Teerã, no Irã, no período de 1 e 3 de fevereiro de 2018. Foram disputados 26 provas no campeonato com a presença de 22 nacionalidades. Essa foi a terceira vez que a cidade de Teerã sedia o evento. Ao longo da competição 2 recorde do campeonato foram batidos, com destaque o Cazaquistão com 7 medalhas de ouro. 

## Medalhistas
Masculino
| Evento              | Ouro                                                                                  | Ouro    | Prata                                                                          | Prata   | Bronze                                                            | Bronze  |
| ------------------- | ------------------------------------------------------------------------------------- | ------- | ------------------------------------------------------------------------------ | ------- | ----------------------------------------------------------------- | ------- |
| 60 m                | Hassan Taftian (IRI)                                                                  | 6.51    | Tosin Ogunode (QAT)                                                            | 6.63    | Elakkiyadasan Kanadasan (IND)                                     | 6.67    |
| 400 m               | Abdalelah Haroun (QAT)                                                                | 46.37   | Yousef Karam (KUW)                                                             | 46.66   | Mohamed Nasir Abbas (QAT)                                         | 46.76   |
| 800 m               | Abubaker Haydar Abdalla (QAT)                                                         | 1:51.98 | Pejman Yarvali (IRI)                                                           | 1:52.80 | Ebrahim Al-Zofairi (KUW)                                          | 1:52.97 |
| 1500 m              | Amir Moradi (IRI)                                                                     | 3:53.78 | Yaser Salem Bagharab (QAT)                                                     | 3:53.92 | Ali Fahimi (IRI)                                                  | 3:54.00 |
| 3000 m              | Hossein Keyhani (IRI)                                                                 | 8:37.68 | Yaser Salem Bagharab (QAT)                                                     | 8:38.02 | Homayoun Hemmati (IRI)                                            | 8:38.97 |
| 60 m com barreiras  | Abdulaziz Al-Mandeel (KUW)                                                            | 7.71    | Ceng Jianhang (CHN)                                                            | 7.74    | Hideki Omuro (JPN)                                                | 7.81    |
| Revezamento 4x400 m | Catar · Abderrahaman Samba · Mohamed Nasir Abbas · Mohamed El Nour · Abdalelah Haroun | 3:10.08 | Cazaquistão · Andrey Sokolov · Sergey Zaykov · Dmitriy Koblov · Mikhail Litvin | 3:11.68 | Irão Ali Khadivar Reza Kashef Mehdi Rahimi Sajad Hashemi Ahangari | 3:11.74 |
| Salto em altura     | Mutaz Essa Barshim (QAT)                                                              | 2.38    | Keivan Ghanbarzadeh (IRI)                                                      | 2.15    | Mahamat Alamine Hamdi (QAT)                                       | 2.15    |
| Salto com vara      | Nikita Filippov (KAZ)                                                                 | 5.20    | Mohammad Baniadam (IRI)                                                        | 5.20    | Ali Al-Sabaghah (KUW)                                             | 5.00    |
| Salto em distância  | Shi Yuhao (CHN)                                                                       | 8.16    | Lin Hung-min (TPE)                                                             | 7.72    | Janaka Wimalasiri (SRI)                                           | 7.67    |
| Salto triplo        | Khaled Saeed Al-Subaie (KUW)                                                          | 16.26   | Kamalraj Kanagaraj (IND)                                                       | 16.23   | Vahid Seddigh (IRI)                                               | 15.96   |
| Arremesso de peso   | Ali Samari (IRI)                                                                      | 19.42   | Toor Taijinder Pal Singh (IND)                                                 | 19.18   | Wu Jiaxing (CHN)                                                  | 18.81   |
| Heptatlo            | Majed Alzaid (KUW)                                                                    | 5228    | Milad Miri (IRI)                                                               | 4842    | Ali Mohebbi (IRI)                                                 | 4728    |

Feminino
| Evento              | Ouro                                                                                      | Ouro    | Prata                                                        | Prata   | Bronze                                       | Bronze  |
| ------------------- | ----------------------------------------------------------------------------------------- | ------- | ------------------------------------------------------------ | ------- | -------------------------------------------- | ------- |
| 60 m                | Liang Xiaojing (CHN)                                                                      | 7.20    | Viktoriya Zyabkina (KAZ)                                     | 7.39    | Farzaneh Fasihi (IRI)                        | 7.44    |
| 400 m               | Svetlana Golendova (KAZ)                                                                  | 53.28   | Elina Mikhina (KAZ)                                          | 53.49   | Upamalika Walawwe (SRI)                      | 54.90   |
| 800 m               | Wang Chunyu (CHN)                                                                         | 2:09.30 | Hu Zhiying (CHN)                                             | 2:10.81 | Nimali Liyanarachchi (SRI)                   | 2:10.83 |
| 1500 m              | Gayanthika Abeyratne (SRI)                                                                | 4:26.83 | Tatyana Neroznak (KAZ)                                       | 4:28.20 | Nguyễn Thị Oanh (VIE)                        | 4:28.87 |
| 3000 m              | Tatyana Neroznak (KAZ)                                                                    | 9:33.65 | Gulshanoi Satarova (KGZ)                                     | 9:48.03 | Nguyễn Thị Oanh (VIE)                        | 9:48.48 |
| 60 m com barreiras  | Aigerim Shynazbekova (KAZ)                                                                | 8.32    | Elnaz Kompani (IRI)                                          | 8.46    | Sara Nadafi (IRI)                            | 8.87    |
| Revezamento 4x400 m | Cazaquistão · Svetlana Golendova · Adelina Akhmetova · Viktoriya Zyabkina · Elina Mikhina | 3:41.67 | Irão Maryam Mohebbi Faezeh Nesaei Elham Kakoli Hanieh Samari | 3:51.39 | Turquemenistão                               | 3:58.81 |
| Salto em altura     | Nadiya Dusanova (UZB)                                                                     | 1.87    | Sepideh Tavakoli (IRI)                                       | 1.80    | Nadezhda Dubovitskaya (KAZ)                  | 1.80    |
| Salto com vara      | Anastasiya Yermakova (KAZ)                                                                | 3.70    | Mahsa Mirzatabibi (IRI)                                      | 3.50    | Sara Karimi (IRI) Niloofar Fashkhorani (IRI) | 2.40    |
| Salto em distância  | Bùi Thị Thu Thảo (VIE)                                                                    | 6.20    | Nayana James (IND)                                           | 6.08    | Neena Varakil (IND)                          | 6.06    |
| Salto triplo        | Irina Ektova (KAZ)                                                                        | 13.79   | Sheena Nellckal Varkey (IND)                                 | 13.37   | Bùi Thị Thu Thảo (VIE)                       | 13.22   |
| Arremesso de peso   | Elena Smolyanova (UZB)                                                                    | 15.54   | Maryam Nouroozi (IRI)                                        | 12.47   | Sana Dadres (IRI)                            | 11.46   |
| Pentatlo            | Sepideh Tavakoli (IRI)                                                                    | 4038    | Aleksandra Yurkevskaya (UZB)                                 | 3858    | Irina Velihanova (TKM)                       | 3730    |

## Quadro de medalhas
| Ordem | País           | Medalha de ouro | Medalha de prata | Medalha de bronze | Total |
| ----- | -------------- | --------------- | ---------------- | ----------------- | ----- |
| 1     | Cazaquistão    | 7               | 4                | 1                 | 12    |
| 2     | Irão           | 5               | 9                | 10                | 24    |
| 3     | Catar          | 4               | 3                | 2                 | 9     |
| 4     | China          | 3               | 2                | 1                 | 6     |
| 5     | Kuwait         | 3               | 1                | 2                 | 6     |
| 6     | Uzbequistão    | 2               | 1                | 0                 | 3     |
| 7     | Vietname       | 1               | 0                | 3                 | 4     |
| 8     | Sri Lanka      | 1               | 0                | 3                 | 4     |
| 9     | Índia          | 0               | 4                | 2                 | 6     |
| 10    | Taipé Chinesa  | 0               | 1                | 0                 | 1     |
| 11    | Quirguistão    | 0               | 1                | 0                 | 1     |
| 12    | Turquemenistão | 0               | 0                | 2                 | 2     |
| 13    | Japão          | 0               | 0                | 1                 | 1     |
| Total | Total          | 26              | 26               | 27                | 79    |

## Participantes
Um total de 22 nacionalidades participaram do evento.
- Afeganistão (2)
- Bangladesh (5)
- China (12)
- Taipé Chinesa (2)
- Hong Kong (7)
- Índia (13)
- Irão (67)
- Iraque (-)
- Japão (6)
- Cazaquistão (25)
- Kuwait (19)
- Quirguistão (5)
- Líbano (6)
- Macau (5)
- Malásia (2)
- Omã (5)
- Paquistão (6)
- Catar (12)
- Sri Lanka (5)
- Turquemenistão (5)
- Uzbequistão (10)
- Vietname (3)

Legenda
| Recorde mundial       | Recorde mundial (World record)               |                       | Recorde africano                      | Recorde africano (African) |                                           | Q | Classificado por posição (Qualified) |
| Recorde do campeonato | Recorde do campeonato (Championship record)  | Recorde da América    | Recorde da América (Americas)         | q                          | Classificado por melhor tempo (Qualified) |   |                                      |
| Melhor marca do ano   | Melhor marca do ano (World leading)          | Recorde asiático      | Recorde asiático (Asian)              | DNS                        | Não largou (Did not start)                |   |                                      |
| Recorde nacional      | Recorde nacional (National record)           | Recorde europeu       | Recorde europeu (European)            | DNF                        | Não terminou (Did not finish)             |   |                                      |
| Recorde pessoal       | Recorde pessoal do atleta (Personal best)    | Recorde da Oceania    | Recorde da Oceania (Oceania)          | DSQ / DQ                   | Desclassificado (Disqualified)            |   |                                      |
| Recorde da temporada  | Recorde da temporada do atleta (Season best) | Recorde sul-americano | Recorde sul-americano (South America) | NM                         | Sem marca (No mark)                       |   |                                      |